# Aeroporto Internazionale di Hanimaadhoo
L'Aeroporto Internazionale di Hanimaadhoo (IATA: HAQ, ICAO: VRMH) è un aeroporto definito come internazionale dalle autorità dell'aviazione civile maldiviane e che si trova alle Maldive sull'Isola di Hanimaadhoo dell'Atollo Thiladhunmathi Dhekunuburi, nell'estrema parte settentrionale dell'arcipelago; è situato a 11 chilometri a Ovest-sud-ovest della cittadina di Kulhudhuffushi. La struttura è dotata di una pista in materiale bituminoso lunga 1 220 metri con orientamento 03/21.